# Valerie Magis
Valerie Maria Henriette Magis (Heeze, 19 maart 1992) is een Nederlands hockeyster.

## Levensloop
Magis komt sinds 2019 uit voor het Belgische KHC Dragons uit Brasschaat. Zij speelt als verdediger en kwam eerder uit voor Oranje Zwart en diens opvolger HC Oranje-Rood.
Op 22 november 2011 maakte ze haar debuut in de Nederlandse vrouwenhockeyploeg, tijdens een oefenwedstrijd tegen Zuid-Afrika (5-5 gelijk). Met de nationale ploeg was ze onder meer actief in de Hockey World League 2012/13 (goud) en het Europees kampioenschap 2013 (brons) en 2015 (zilver). Sinds 2017 is zij niet meer opgeroepen voor het Nederlands team. Ze verzamelde in totaal 35 caps.
Magis - afkomstig uit Helmond - heeft diabetis. Haar vader en oom waren eveneens actief in het hockey, evenals haar achterneef Mink van der Weerden en nichten Frederique en Charlotte Derkx.